# Вадонг
Ва́донг (пол. Wadąg) — река в северной части Польши, приток реки Лыны. Длина реки — 68 км. Площадь водосборного бассейна — 1195 км².
В верхнем течении река в качестве Дымерского канала (Дымера) течёт на юго-восток от Бискупца, проходя затем через озера: Краксы, Дадай, Тумяньское, Пиш, Вадонг. Основной приток — Кермас (пол. Kiermas).
От озера Дадай до озера Пиш река называется Дадай, с озера Пиш до озера Вадонг — Писа (пол. Pisa; не путать с рекой Писса в Калининградской области), а непосредственно Вадонгом называется отрезок длиной 8,8 км, начинающийся ниже озера Вадонг, собирающего воды из нескольких водных источников: реки Писы (из озера Пиш), реки Кошьна (пол. Kośna; из озера Кошно), малых ручьёв, текущих на север.
Вадонг впадает в Лыну в административной черте города Ольштын, центра Варминьско-Мазурского воеводства, в некоторых частях определяя границу города.

## Водный бассейн

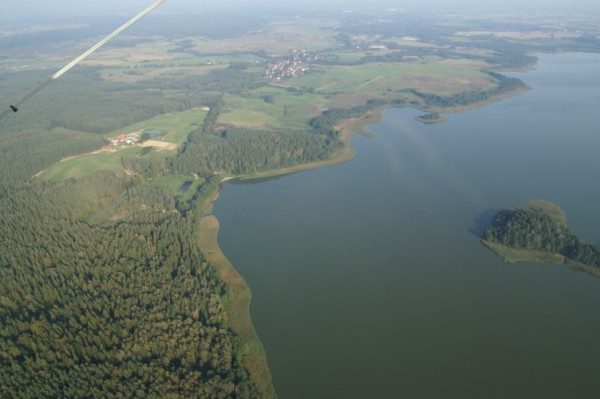
Озеро Вадонг

Река протекает по поверхности, сложенной глиной и мореновыми валунами, песками и гравием. В некоторых местах поверхность подвергается заиливанию. В низинах образуется торф. Наибольшую площадь бассейна реки занимают пахотные земли. Юго-восточная часть бассейна в большей степени занята лесами, как и районы, расположенные к западу от озера ледникового происхождения Дадай (пол. Dadaj) и вокруг озера Пиш. Пастбища и пустоши обычно находятся в низинах и в речных долинах.

## Использование водных ресурсов
Ещё в XIV веке на реке была построена водяная мельница, в XX веке на её месте построена малая гидроэлектростанция «Вадонг». В 2002 году примерно в двух километрах ниже по течению от электростанции «Вадонг» открыта новая малая электростанция «Кезьлины».
Так же, как и Лына с Кортувкой, протекающие через Ольштын, Вадонг привлекает спортсменов-байдарочников.

## Экология
Оценка чистоты воды реки Вадонг в сечении выше её устья отвечает III классу чистоты (2000 год).